# WNBA Draft 1997
Der erste WNBA Draft fand am 28. April 1997 in den NBA Entertainment Studios in Secaucus, New Jersey, Vereinigte Staaten statt. Die Auswahlreihenfolge wurde bei einer Lotterie festgelegt.
Im Gegensatz zu den späteren Drafts in der Women’s National Basketball Association (WNBA) wurde dieser in drei Drafts unterteilt. Am 22. Jänner 1997 fand eine Initial Player Allocation statt, wo jeweils zwei Spielerinnen zu den einzelnen Teams per Zufall zugeteilt wurden. Danach fand am 27. Februar 1997 der Elite Draft statt, wo die acht Mannschaften aus einem Talent Pool in zwei Runden jeweils eine Spielerin auswählen konnten. Bei diesem Draft handelte es sich zu diesem Zeitpunkt ausschließlich um Spielerinnen, die in internationalen Profi-Ligen tätig waren. Als letztes fand schließlich am 28. April 1997 der WNBA Draft statt.

## Initial Player Allocation
Abkürzungen: G = Guard, F = Forward, C = Center
| Pick | Spielerin                   | Nationalität       | WNBA-Team           | College/Junior/Klub-Team                |
| ---- | --------------------------- | ------------------ | ------------------- | --------------------------------------- |
| 1    | Vicky Bullett (C)           | Vereinigte Staaten | Charlotte Sting     | University of Maryland, College Park    |
| 2    | Andrea Stinson (G)          | Vereinigte Staaten | Charlotte Sting     | North Carolina State University         |
| 3    | Janice Lawrence Braxton (C) | Vereinigte Staaten | Cleveland Rockers   | Louisiana Tech University               |
| 4    | Michelle Edwards (G)        | Vereinigte Staaten | Cleveland Rockers   | University of Iowa                      |
| 5    | Sheryl Swoopes (F)          | Vereinigte Staaten | Houston Comets      | Texas Tech University                   |
| 6    | Cynthia Cooper (G)          | Vereinigte Staaten | Houston Comets      | University of Southern California       |
| 7    | Lisa Leslie (C)             | Vereinigte Staaten | Los Angeles Sparks  | University of Southern California       |
| 8    | Penny Toler (G)             | Vereinigte Staaten | Los Angeles Sparks  | California State University, Long Beach |
| 9    | Rebecca Lobo (C/F)          | Vereinigte Staaten | New York Liberty    | University of Connecticut               |
| 10   | Teresa Weatherspoon (G)     | Vereinigte Staaten | New York Liberty    | Louisiana Tech University               |
| 11   | Michele Timms (G)           | Australien         | Phoenix Mercury     |                                         |
| 12   | Jennifer Gillom (C)         | Vereinigte Staaten | Phoenix Mercury     | University of Mississippi               |
| 13   | Ruthie Bolton-Holifield (G) | Vereinigte Staaten | Sacramento Monarchs | Auburn University                       |
| 14   | Bridgette Gordon (F)        | Vereinigte Staaten | Sacramento Monarchs | University of Tennessee                 |
| 15   | Elena Baranova (C/F)        | Russland           | Utah Starzz         |                                         |
| 16   | Lady Hardmon (G)            | Vereinigte Staaten | Utah Starzz         | University of Georgia                   |

## Elite Draft
Abkürzungen: G = Guard, F = Forward, C = Center

### Runde 1
| Pick | Spielerin                  | Nationalität       | WNBA-Team           | College/Junior/Klub-Team          |
| ---- | -------------------------- | ------------------ | ------------------- | --------------------------------- |
| 1    | Dena Head (G)              | Vereinigte Staaten | Utah Starzz         | University of Tennessee           |
| 2    | Isabelle Fijalkowski (C/F) | Frankreich         | Cleveland Rockers   | University of Colorado at Boulder |
| 3    | Rhonda Mapp (C/F)          | Vereinigte Staaten | Charlotte Sting     | North Carolina State University   |
| 4    | Kym Hampton (C/F)          | Vereinigte Staaten | New York Liberty    | Arizona State University          |
| 5    | Wanda Guyton (F)           | Vereinigte Staaten | Houston Comets      | University of South Florida       |
| 6    | Judy Mosley-McAfee (F)     | Vereinigte Staaten | Sacramento Monarchs | University of Hawaiʻi at Mānoa    |
| 7    | Bridget Pettis (F)         | Vereinigte Staaten | Phoenix Mercury     | University of Florida             |
| 8    | Daedra Charles (C)         | Vereinigte Staaten | Los Angeles Sparks  | University of Tennessee           |

### Runde 2
| Pick | Spielerin                 | Nationalität        | WNBA-Team           | College/Junior/Klub-Team   |
| ---- | ------------------------- | ------------------- | ------------------- | -------------------------- |
| 9    | Wendy Palmer (F)          | Vereinigte Staaten  | Utah Starzz         | University of Virginia     |
| 10   | Lynette Woodard (G)       | Vereinigte Staaten  | Cleveland Rockers   | University of Kansas       |
| 11   | Michi Atkins (F)          | Vereinigte Staaten  | Charlotte Sting     | Texas Tech University      |
| 12   | Vickie Johnson (F)        | Vereinigte Staaten  | New York Liberty    | Louisiana State University |
| 13   | Janeth Arcain (F)         | Brasilien           | Houston Comets      |                            |
| 14   | Mikiko Hagiwara (G)       | Japan               | Sacramento Monarchs |                            |
| 15   | Nancy Lieberman-Cline (G) | Vereinigte Staaten  | Phoenix Mercury     | Old Dominion University    |
| 16   | Zheng Haixia (C)          | Volksrepublik China | Los Angeles Sparks  |                            |

## WNBA Draft
Abkürzungen: G = Guard, F = Forward, C = Center

### Runde 1
| Pick | Spielerin          | Nationalität       | WNBA-Team           | College/Junior/Klub-Team          |
| ---- | ------------------ | ------------------ | ------------------- | --------------------------------- |
| 1    | Tina Thompson (F)  | Vereinigte Staaten | Houston Comets      | University of Southern California |
| 2    | Pamela McGee (C)   | Vereinigte Staaten | Sacramento Monarchs | University of Southern California |
| 3    | Jamila Wideman (G) | Vereinigte Staaten | Los Angeles Sparks  | Stanford University               |
| 4    | Eva Nemcova (G)    | Tschechien         | Cleveland Rockers   |                                   |
| 5    | Tammi Reiss (G)    | Vereinigte Staaten | Utah Starzz         | University of Virginia            |
| 6    | Sue Wicks (F)      | Vereinigte Staaten | New York Liberty    | Rutgers University                |
| 7    | Tora Suber (G)     | Vereinigte Staaten | Charlotte Sting     | University of Virginia            |
| 8    | Toni Foster (F/C)  | Vereinigte Staaten | Phoenix Mercury     | University of Iowa                |

### Runde 2
| Pick | Spielerin              | Nationalität       | WNBA-Team           | College/Junior/Klub-Team             |
| ---- | ---------------------- | ------------------ | ------------------- | ------------------------------------ |
| 9    | Tia Jackson (G/F)      | Vereinigte Staaten | Phoenix Mercury     | University of Iowa                   |
| 10   | Sharon Manning (C/F)   | Vereinigte Staaten | Charlotte Sting     | North Carolina State University      |
| 11   | Sophia Witherspoon (G) | Vereinigte Staaten | New York Liberty    | University of Florida                |
| 12   | Jessie Hicks (F/C)     | Vereinigte Staaten | Utah Starzz         | University of Maryland, College Park |
| 13   | Merlakia Jones (G/F)   | Vereinigte Staaten | Cleveland Rockers   | University of Florida                |
| 14   | Tamecka Dixon (G)      | Vereinigte Staaten | Los Angeles Sparks  | University of Kansas                 |
| 15   | Denique Graves (C)     | Vereinigte Staaten | Sacramento Monarchs | Howard University                    |
| 16   | Tammy Jackson (F/C)    | Vereinigte Staaten | Houston Comets      | University of Florida                |

### Runde 3
| Pick | Spielerin              | Nationalität       | WNBA-Team           | College/Junior/Klub-Team             |
| ---- | ---------------------- | ------------------ | ------------------- | ------------------------------------ |
| 17   | Racquel Spurlock (C)   | Vereinigte Staaten | Houston Comets      | Louisiana Tech University            |
| 18   | Chantel Tremitiere (G) | Vereinigte Staaten | Sacramento Monarchs | Auburn University                    |
| 19   | Katrina Colleton (G)   | Vereinigte Staaten | Los Angeles Sparks  | University of Maryland, College Park |
| 20   | Tina Nicholson (G)     | Vereinigte Staaten | Cleveland Rockers   | Pennsylvania State University        |
| 21   | Raegan Scott (F/C)     | Vereinigte Staaten | Utah Starzz         | University of Colorado at Boulder    |
| 22   | Trena Trice-Hill (F/C) | Vereinigte Staaten | New York Liberty    | North Carolina State University      |
| 23   | Debra Williams (G)     | Vereinigte Staaten | Charlotte Sting     | Louisiana Tech University            |
| 24   | Umeki Webb (G/F)       | Vereinigte Staaten | Phoenix Mercury     | North Carolina State University      |

### Runde 4
| Pick | Spielerin               | Nationalität           | WNBA-Team           | College/Junior/Klub-Team        |
| ---- | ----------------------- | ---------------------- | ------------------- | ------------------------------- |
| 25   | Monique Ambers (F)      | Vereinigte Staaten     | Phoenix Mercury     | Arizona State University        |
| 26   | Andrea Congreaves (F/C) | Vereinigtes Königreich | Charlotte Sting     | Mercer University               |
| 27   | Kisha Ford (G/F)        | Vereinigte Staaten     | New York Liberty    | Georgia Institute of Technology |
| 28   | Kim Williams (G)        | Vereinigte Staaten     | Utah Starzz         | DePaul University               |
| 29   | Anita Maxwell (F)       | Vereinigte Staaten     | Cleveland Rockers   | New Mexico State University     |
| 30   | Travesa Gant (C)        | Vereinigte Staaten     | Los Angeles Sparks  | Lamar University                |
| 31   | Tajama Abraham (C)      | Vereinigte Staaten     | Sacramento Monarchs | George Washington University    |
| 32   | Catarina Pollini (F)    | Italien                | Houston Comets      |                                 |